# Ormkaktus
Ormkaktus (Disocactus flagelliformis) är en suckulent växt inom solkaktussläktet och familjen kaktusväxter. 

## Beskrivning
Ormkaktusar är klena, slingerväxtliknande kaktusa med klängande eller hängande taggiga cylindriska stammar, ibland upp till 2 meter långa. Dessa stammar, med en diameter på 0,8 - 2,5 centimeter, är oftast klart gröna. De har 10-14 smala rundade, längsgående åsar och 10-20 korta, fina taggar vid varje areol. 
Till formen påminner blommorna om pipen på en kaffekanna. De kallas zygomorfa på grund av detta ovanliga utseende. De kan bli upp till 7,5 centimeter långa. Färgerna varierar från rosa till karmin. Blommorna kommer i regel på våren. De små klotrunda frukterna är täckta av borstliknande taggar, som liknar dem på själva plantan.

## Förekomst
Arter av detta släkte finner man ofta i Mexiko, där de växer bland klippor, men också som epifyter uppe i träden. I det senare fallet växer de i ruttna löv i grenklykor.

## Odling
Arter inom släktet Aporocactus är lika välbekanta som andra epifytiska kaktusar som exempelvis julkaktus och påskkaktus Schlumbergera. Dessa arter är idealiska som ampelväxter och vill ha humusrik (lövjord eller starrtorv). Den idealiska blandningen är 4 delar humus och l del grov sand samt gödning som innehåller benmjöl. De kräver mycket vatten från vår till höst, då de ska odlas under lätt skuggat glas. Hög luftfuktighet är en fördel. På vintern ger det bästa resultatet med en minimitemperatur på 10°C. Man kan ge dem lite vatten, men bara så mycket att stammarna inte skrumpnar eller vissnar ner, vilket börjar i toppen. De kan övervintra vid ganska låga temperaturer, även ner till fryspunkten, om man håller dem torra. Detta blir dock på bekostnad av plantans skönhet och antalet blommor följande vår. Angrepp av spinnkvalster och ullöss är inte ovanliga.

## Synonymer
- Aporocereus flagelliformis
- Aporocactus flagelliformis